# Канчокин, Кургоко Канчокович
Кургоко Канчокович Канчокин (в православии — Андрей Иванович Канчокин-Черкасский) (1708—1766) — малокабардинский князь, представитель княжеского рода Джиляхстановы подполковник российской армии (1762/1763).

## Биография
Младший сын князя Малой Кабарды Канчоко Джиляхстанова. Старший брат — князь Адильгирей Джиляхстанов. Их сестра Русудан была женой картлийского царя Вахтанга VI.
Малокабардинские князья находились во вражде с более крупными и могущественными князьями Большой Кабарды, которые стремились подчинить своей власти первых.
В 1750 году малокабардинские князья Кургоко Канчокин, Гирей Маматов и Ислам Ханов просили русское правительство разрешить им переселиться к «Червленому городку», подальше от разорявших их князей Большой Кабарды.
В 1752 году князья Казий и Кургоко возглавили полуторатысячный отряд из Малой Кабарды, направленный в Грузию. Союзники помогли царям Картли и Кахети в борьбе с азербайджанскими ханствами. В решающем сражении грузины и кабардинцы разгромили объединённые силы шекинского и гянджинского ханов.
В 1755 году князь Кургоко Канчокин вторично жаловался на действия со стороны князей Большой Кабарды Джамбулата Кайтукина, Бамата Кургокина и Кара-Мурзы Алеева.
В августе 1759 года Кургоко Канчокин принял в Кизляре православное крещение и получил имя Андрея Ивановича Канчокина-Черкасского. В ноябре того же года он обратился за покровительством и защитой к русским властям. В своём письме он просил, «чтоб допущен был к двору ея императорского величества», и обещал обратить в христианскую веру своих родственников, и среди них «…первой — Ислам, другой — Гирей, третей — Алхас, которые потому ж, как и я, искренность имеют принять веру российского закона и крещение».
В 1760 году князь Кургоко Канчокин выехал в Санкт-Петербург, где был принят императрицей Елизаветой Петровной с большим вниманием, так как «в интересах России было не препятствовать такому переселению» кабардинцев к российской границе. В 1762 году князь находился в Санкт-Петербурге во время государственного переворота, в результате которого на русский престол вступила Екатерина Великая. Он «принял живое участие в столь опасном мероприятии, за что императрица наградила его золотом, а бывших с ним узденей серебряными медалями». Екатерина II присвоила ему чин подполковника с годовым содержанием в 500 рублей.
В 1763 году князь Кургоко Канчокин вернулся в Кизляр, переселился со своими подданными в урочище Моздок, став основателем Моздока, и начал обустраиваться новый город. Из новокрещеных переселенцев: кабардинцев и осетин была образована «Горско-Моздокская казачья команда». Эту команду возглавил подполковник князь Андрей Иванович Канчокин-Черкасский.
Летом 1764 года кизлярский комендант генерал Н. А. Потапов сообщал в Петербург известие о том, что князья Большой Кабарды Касай Атажукин, Ансланбек Карамурзин и другие предприняли попытку убить по их мнению, «вероотступника», — малокабардинского князя Андрея Черкасского-Канчокина. Было организовано несколько засад по предполагаемому пути его проезда из «Баракаева кабака», но заранее предупреждённый князь Канчокин изменил свой маршрут и спасся.
В 1766 году князь Кургоко Канчокин-Черкасский скончался в Моздоке.
Был женат. Сын Николай (подполковник). Дочери — Любовь (замужем за полковником
князем Бековичем-Черкасским Александром Николаевичем — Касбулатом Эльмурзовичем), вторая дочь (имя неизвестно, замужем за кабардинским князем майором Джанхотовым Уцмием, в крещении Николай).